# Bollebof
Eder Almeida Viera (São Nicolau (Kaapverdië), 8 oktober 1984), beter bekend onder zijn artiestennaam Bollebof, is een Nederlands rapper.

## Biografie
Bollebof werd op 8 oktober 1984 als Eder Almeida Viera in Kaapverdië geboren, en verhuisde in 1988 naar Nederland.
Bollebofs carrière begon in mei 2007 nadat Bollebof in Rotterdam het Off-Corso podium betrad.
In 2015 behaalde Bollebof voor het eerst de hitlijsten met het nummer Round & round dat hij in samenwerking met Dyna, F1rstman en Lil' Kleine maakte.

## Discografie

### Singles
| Jaar | Act                                           | Nummer              | Vlag van Nederland | Vlag van Nederland | Opmerkingen                                  |
| Jaar | Act                                           | Nummer              | 100                | weken              | Opmerkingen                                  |
| ---- | --------------------------------------------- | ------------------- | ------------------ | ------------------ | -------------------------------------------- |
| 2012 | Bollebof met Project Hyplified, Sway en Tur-G | Zal er voor je zijn | —                  | —                  | soundtrack voor de film De groeten van Mike! |
| 2015 | Bollebof met Dyna, F1rstman en Lil' Kleine    | Round & round       | 11                 | 31                 |                                              |
| 2016 | Bollebof met Gio, Boef en Justice Toch        | Salut               | 76                 | 10                 |                                              |
| 2016 | Bollebof met Angel King en Babel-Ish          | Girlfriend          | 87                 | 1                  |                                              |
| 2017 | Bollebof met F1rstman, Josylvio en Lijpe      | Money money         | 22                 | 12                 |                                              |
| 2019 | Bollebof met Frenna, Chivv en Idaly           | Paris               | 10                 | 5                  |                                              |
| 2019 | Bollebof met Chivv en Young Ellens            | De prijs            | 36                 | 4                  |                                              |

## Disstrack
In augustus 2018 raakte Bollebof samen met Famke Louise in opspraak nadat een door hun gemaakte single, een zogeheten disstrack, zonder hun toestemming naar buiten werd gebracht.